# Pavlo Ks'onz
Pavlo Serhijovyč Ks'onz (in ucraino Павло Сергійович Ксьонз?; Myrhorod, 2 gennaio 1987) è un calciatore ucraino, centrocampista del Mazur Karczew.

## Palmarès

### Club

#### Competizioni nazionali
- Perša Liha: 1

Oleksandrija: 2010-2011